# 不彦台吉
不彦台吉（?—?），又作摆腰台吉，孛儿只斤氏。16世纪蒙古右翼土默特部領主，达延汗第三子巴尔斯博罗特之孙，俺答汗的次子。
不彦台吉率领巴岳特部，在大同西北边外三百余里的一克掬力革驻牧。与明朝互市于阳和（今山西省阳高县）守口堡。其子摆腰把都儿台吉，摆腰把都儿台吉之子松木儿台吉。